# Les Marches
Les Marches korábbi község (település) Franciaországban, Savoie megyében. 2019. január 1-jén Francin községgel egyesült és Porte-de-Savoie új község része lett.
Lakosainak száma 2682 fő (2018. január 1.). Les Marches Chapareillan, Apremont, Chignin, Francin, Laissaud és Myans községekkel határos.

## Népesség
A település népességének változása:
| Lakosok száma | 2493 | 2559 | 2715 | 2689 | 2682 |
|               | 2013 | 2015 | 2016 | 2017 | 2018 |